# Atletica leggera femminile ai Giochi della XVII Olimpiade
Ai Giochi della XVII Olimpiade di Roma 1960 sono stati assegnati 10 titoli nell'atletica leggera femminile.

## Calendario
| Gare      |             |       |       |   |       |       |                   |                   |    |    |  |  |
|           | 100 m       | 100 m | 200 m |   | 200 m |       | Staffetta 4x100 m | Staffetta 4x100 m | 10 |    |  |  |
| 80 m ost. | 80 m ost.   |       |       |   |       | 800 m | 800 m             |                   | 10 |    |  |  |
| Lungo     |             |       |       |   |       |       | Alto              | Alto              | 10 |    |  |  |
|           | Giavellotto | Peso  | Disco |   | Disco |       |                   |                   | 10 |    |  |  |
|           |             |       |       |   |       |       |                   |                   |    |    |  |  |
| Titoli    | 1           | 2     | 2     | - | -     | 2     | -                 | 1                 | 2  | 10 |  |  |

|  | Qualificazioni |  | Finali |

Domenica si osserva un turno di riposo poiché è il giorno festivo (come a Londra 1948 e a Melbourne 1956).

## Nuovi record
I quattro record mondiali sono, per definizione, anche record olimpici.
| Fanno il loro esordio olimpico: | Fanno il loro esordio olimpico: | 800 metri                        |
| Nuovo record mondiale in        | 4 specialità:                   | 100m , 800m, 4x100 e Disco       |
| Nuovo record olimpico in altre  | 4 specialità:                   | Alto, Lungo, Peso e Giavellotto. |

## Risultati delle gare
| Specialità | Oro                                                                    | Risultato        | Argento                                                                             | Risultato        | Bronzo                                                                         | Risultato        | Dettagli            |
| --- | ---------------------------------------------------------------------- | ---------------- | ----------------------------------------------------------------------------------- | ---------------- | ------------------------------------------------------------------------------ | ---------------- | ------------------- |
| 100 m | Wilma Rudolph                                                          | 11"0 v (11"18 v) | Dorothy Hyman                                                                       | 11"3 v (11"43 v) | Giuseppina Leone                                                               | 11"3 v (11"48 v) | Classifica completa |
| 200 m | Wilma Rudolph                                                          | 24"0 (24"13)     | Jutta Heine                                                                         | 24"4 (24"58)     | Dorothy Hyman                                                                  | 24"7 (24"82)     | Classifica completa |
| 800 m | Ljudmila Ševcova                                                       | 2'04"3 (2'04"50) | Brenda Jones                                                                        | 2'04"4 (2'04"58) | Ursula Donath                                                                  | 2'05"6 (2'05"73) | Classifica completa |
| 80 m ostacoli | Irina Press                                                            | 10"8 (10"93)     | Carole Quinton                                                                      | 10"9 (10"99)     | Gisela Köhler                                                                  | 11"0 (11"13)     | Classifica completa |
| Salto in alto | Iolanda Balaș                                                          | 1,85 m           | Jarosława Jóźwiakowska Dorothy Shirley                                              | 1,71 m           | Non assegnato                                                                  | Non assegnato    | Classifica completa |
| Salto in lungo | Vera Krepkina                                                          | 6,37 m           | Elżbieta Krzesińska                                                                 | 6,27 m           | Hildrun Claus                                                                  | 6,21 m           | Classifica completa |
| Getto del peso | Tamara Press                                                           | 17,32            | Johanna Lüttge                                                                      | 16,61 m          | Earlene Brown                                                                  | 16,42 m          | Classifica completa |
| Lancio del disco | Nina Romaškova                                                         | 55,10            | Tamara Press                                                                        | 52,59 m          | Lia Manoliu                                                                    | 52,36 m          | Classifica completa |
| Lancio del giavellotto | Ėl'vira Ozolina                                                        | 55,98 m          | Dana Zátopková                                                                      | 53,78 m          | Birutė Kalėdienė                                                               | 53,45 m          | Classifica completa |
| Staffetta 4×100 m | Stati Uniti Martha Hudson Lucinda Williams Barbara Jones Wilma Rudolph | 44"5 (44"72)     | Squadra Unificata Tedesca Martha Langbein Anni Biechl Brunhilde Hendrix Jutta Heine | 44"8 (45"00)     | Polonia Teresa Wieczorek Barbara Janiszewska Celina Jesionowska Halina Richter | 45"0 (45"19)     | Classifica completa |
| record mondiale; record olimpico; record mondiale stagionale; record africano; record asiatico; record europeo; record nord-centroamericano e caraibico; record sudamericano; record oceaniano; record nazionale; record personale; record personale stagionale. |                                                                        |                  |                                                                                     |                  |                                                                                |                  |                     |

Statistiche
Delle sette vincitrici di gare individuali a Melbourne (Betty Cuthbert trionfò su 100 e 200 metri), solo Shirley Strickland (80 ostacoli) e Mildred McDaniel (Salto in alto) hanno abbandonato l'attività agonistica. Delle rimanenti cinque, Elisa Jaunzeme (Giavellotto) e Tamara Tyškevič (Peso) non sono state convocate dalla loro nazionale, l'URSS, quindi si presentano a Roma per difendere il titolo, oltre alla Cuthbert, altre due atlete: Elżbieta Krzesińska e Olga Fikotová. Nessuna di loro riuscirà a confermarsi campionessa.

Sono cinque le primatiste mondiali che vincono la loro gara a Roma, nelle seguenti specialità: 200 metri, 800 metri, Salto in alto, Peso e Giavellotto.